# Fosfatidylinositol

Fosfatidylinositol

Fosfatidylinositol är en diglycerid med en förestrad inositolgrupp. Den är en av flera fosforylerade diglycerider som utgör cellmembranets molekylära beståndsdelar. Inositolgruppen förbinds till glycerolgruppen genom en fosfatgrupp. Hydroxylgrupperna på inositolet kan även de fosforyleras, vilket genererar en mängd olika fosfatidylinositoler, däribland PIP3. Fosfatidylinositolbisfosfat kan även klyvas av fosfolipas C till diacylglycerol, DAG, samt inositol-1,4,5-trifosfat, IP3. 
DAG, IP3 och PIP3 är delar av signaltransduktionskedjor, som utgör delar av cellsignalering av olika slag.